# Brackwasser-Armleuchteralge
Die Brackwasser-Armleuchteralge oder Graue Armleuchteralge (Chara canescens) gehört zur Familie der Characeae.

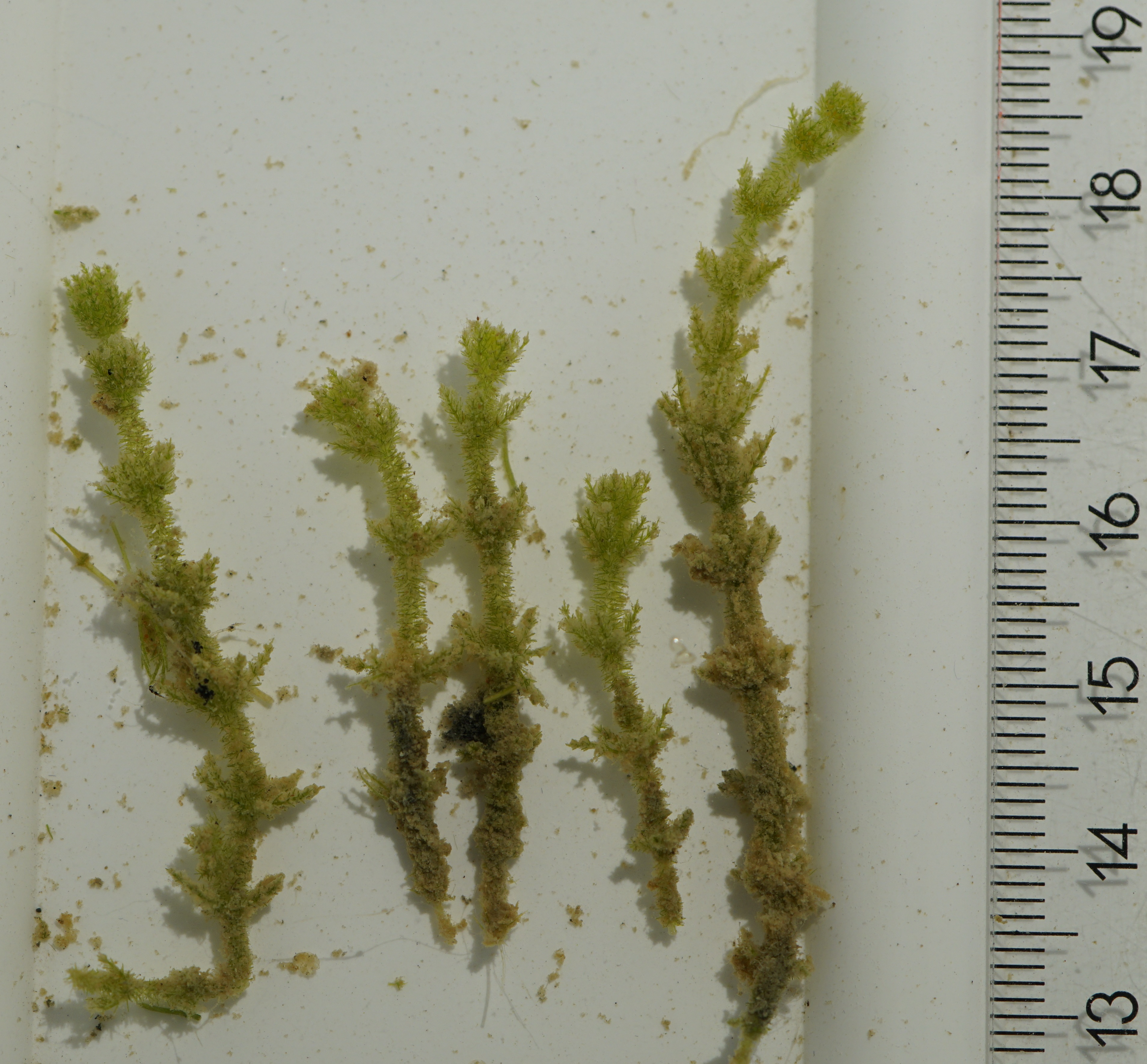
Chara canescens

## Vorkommen
Chara canescens wird als Brackwasserart beschrieben, kommt aber auch vereinzelt im Süßwasser vor.

## Erkennungsmerkmale
Chara canescens wird 3–30 (–50) cm hoch. Die Stacheln sind zu 2–6 gebündelt, spitz und steif abstehend. Der Stipularkranz ist zweireihig.

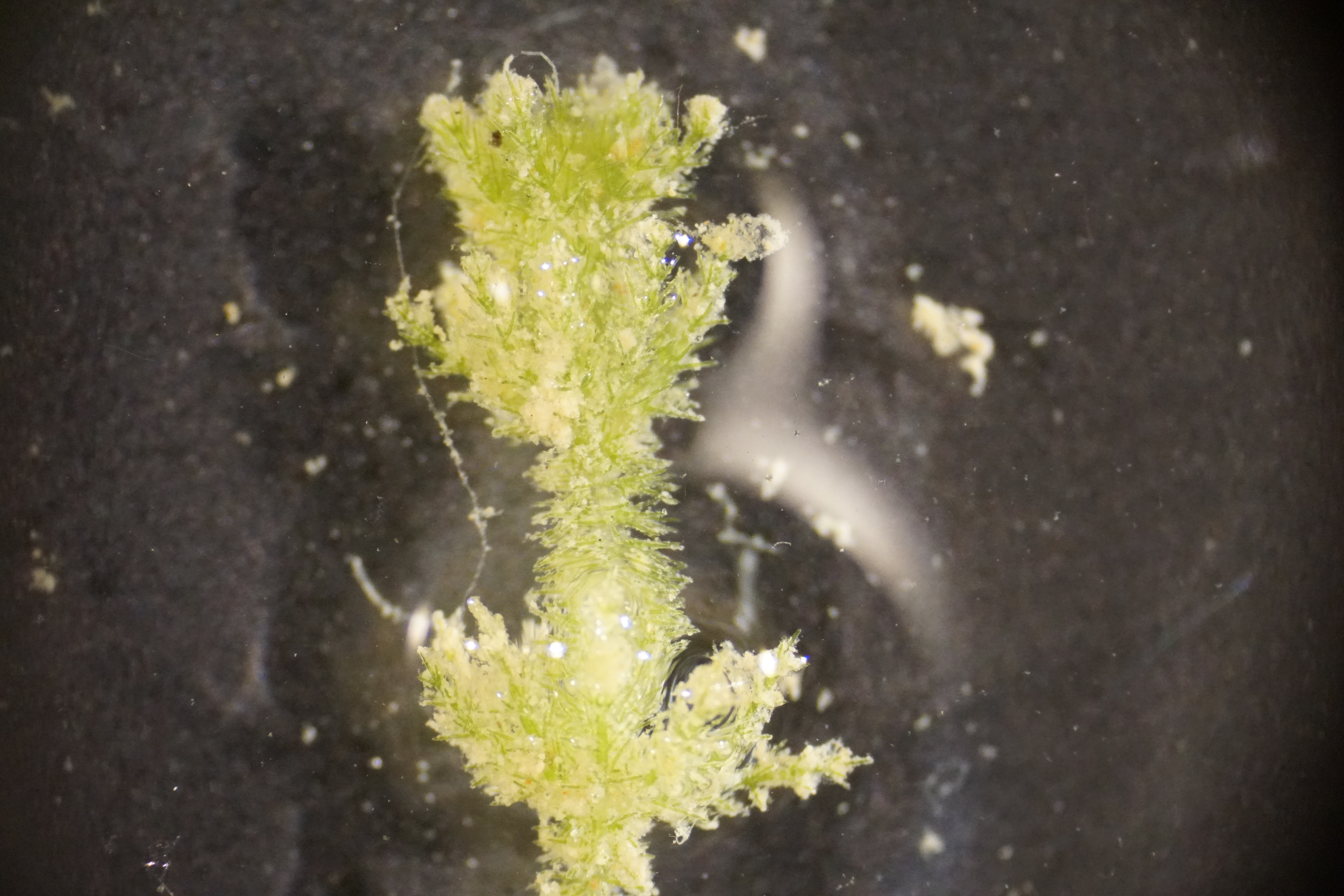
Detailansicht Chara canescens